# Fäderneslandsförsvararens dag
Fäderneslandsförsvararens dag (ryska: День защи́тника Оте́чества) firas den 23 februari och är en helgdag i främst Ryssland, Belarus och många andra före detta sovjetrepubliker.

## Historia
Dagen härstammar från 1918 då första massrekrytering ägde rum till Röda armén. Ursprungligen hette dagen Röda arméns dag (ryska: День Красной Армии, Den' Krasnoj Armii). 1949 så bytte dagen namn till Sovjetiska armé- och flotta-dagen (ryska: День Советской Армии и Военно-Морского флота, Den' Sovjetskoj Armii i Vojenno-Morskovo flota). Efter Sovjetunionens fall bytte dagen till nuvarande namn.

## Firande
Det officiella firandet riktar sig till personer som tjänstgör eller har tjänstgjort i den sovjetiska/ryska militären, alltså såväl män som kvinnor. På senare tid har det inofficiellt utvecklats till en dag för enbart männen. Den har blivit en pendang till den internationella kvinnodagen.
Dagen firas med parader och en hel del andra tillställningar för att hylla soldater och veteraner. Kvinnor ger ofta gåvor till sina män, pojkvänner, fäder och söner. Kvinnor ger också ofta gåvor till manliga arbetskamrater. Dagen brukar också kallas "Mansdagen" (ryska: День Мужчин, Den' Muzshin).
Samtidigt som den nya helgdagen Ukrainas försvarsdag vidtogs i Ukrainas parlament 5 mars 2014 avskaffades helgdagen ”Fäderneslandsförsvararens dag” som officiell helgdag. Inofficiellt firas dock "Mansdagen" fotfarande i stor utsträckning.